# Les Champeaux temető

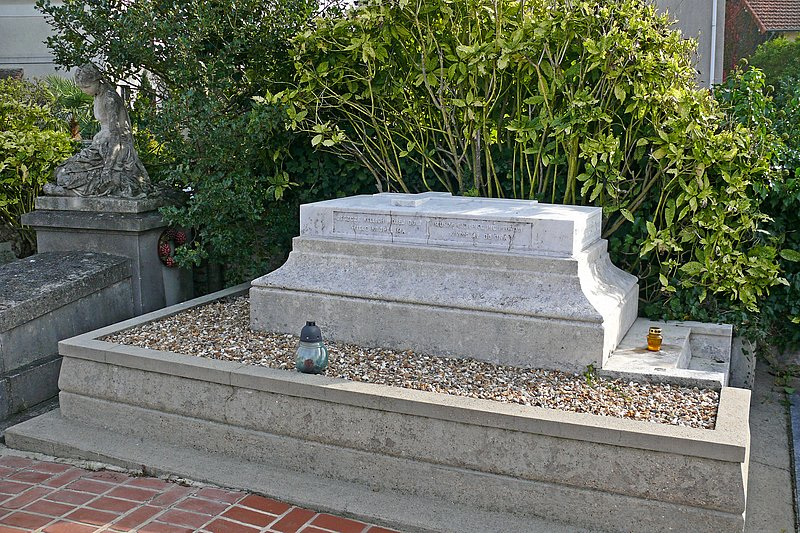
Delfina Potocka sírja

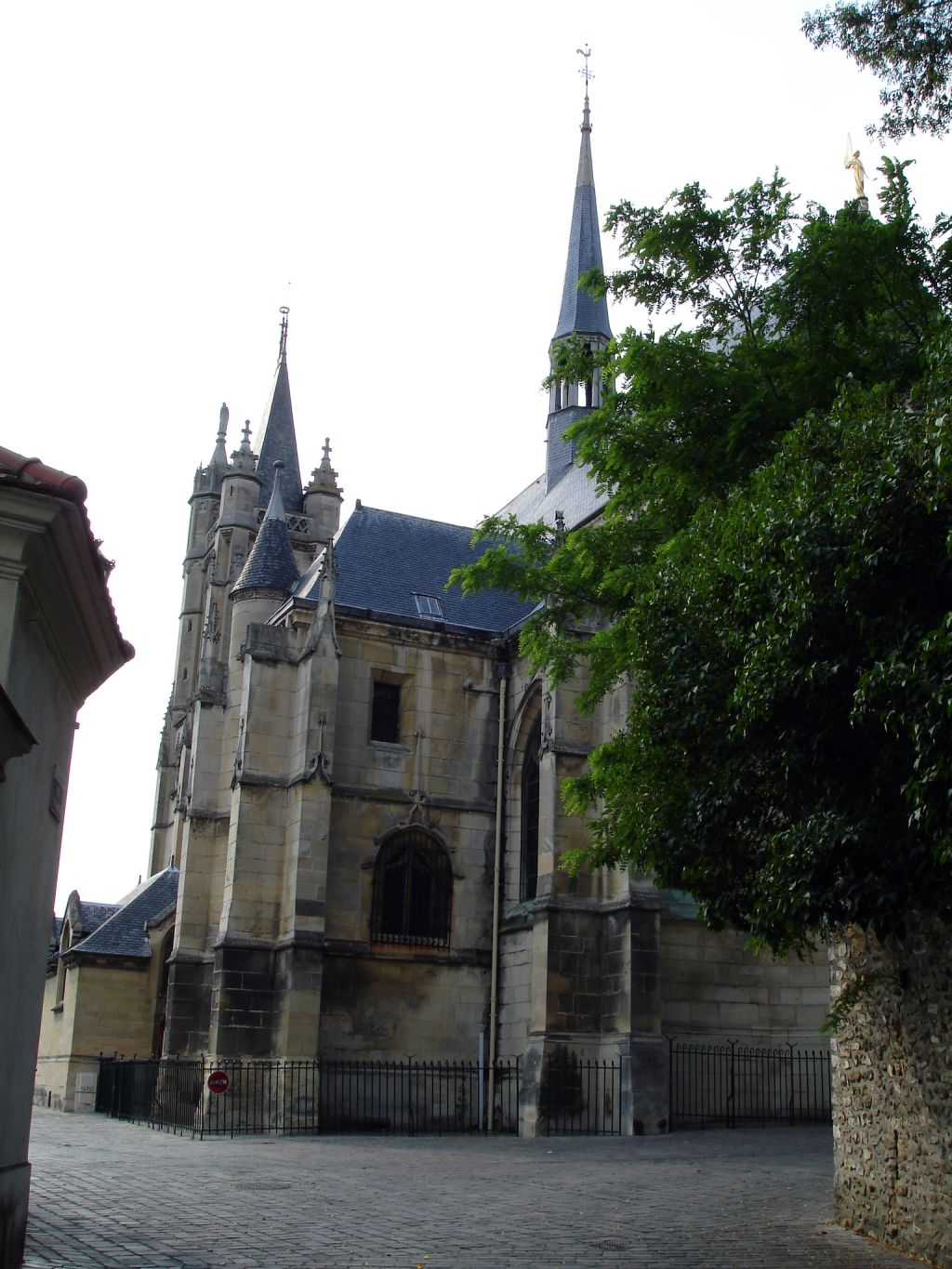
A Montmorency-i templom

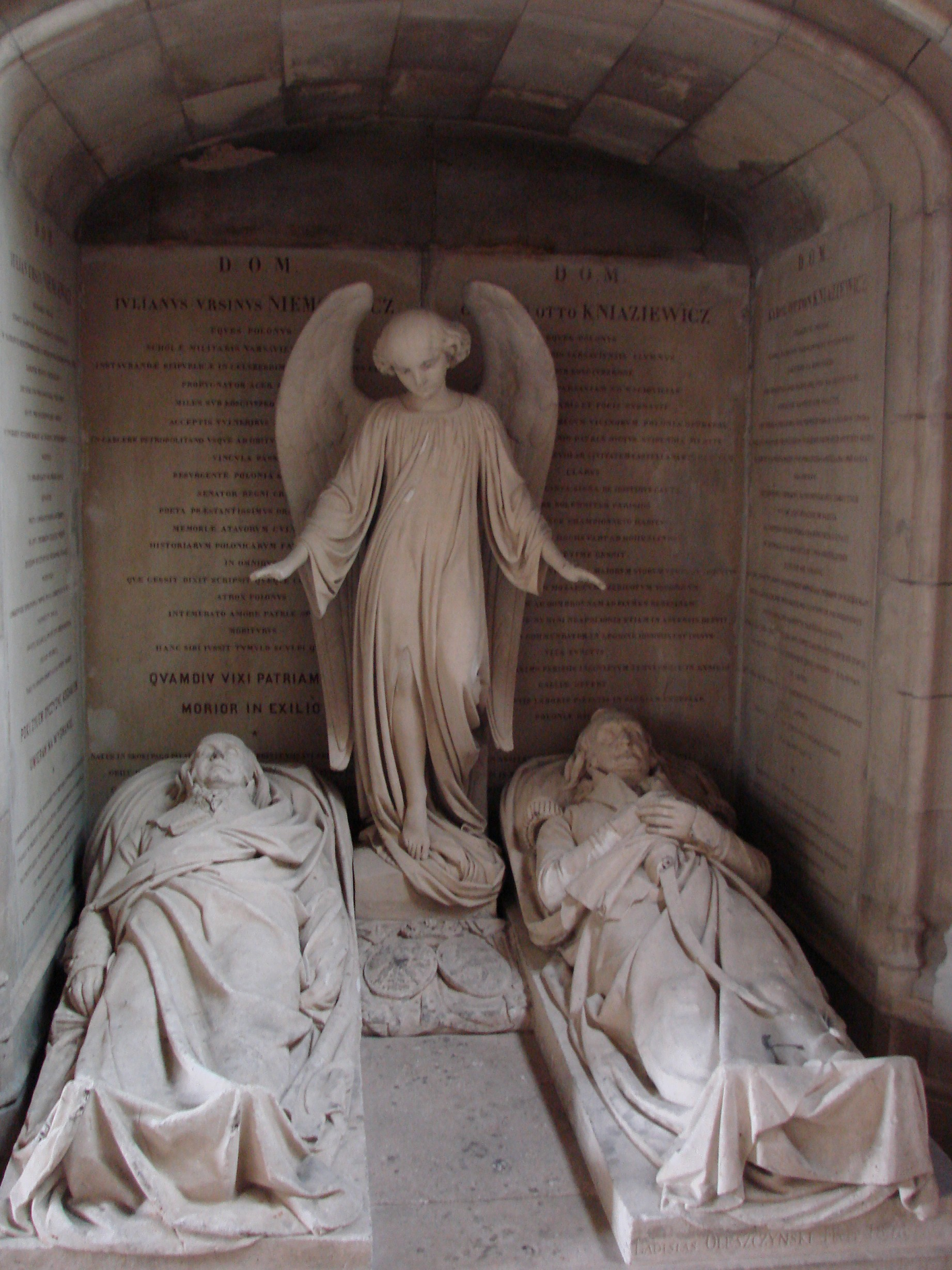
A lengyel emigránsok epitáfiuma (Władysław Oleszczyński, 1848)

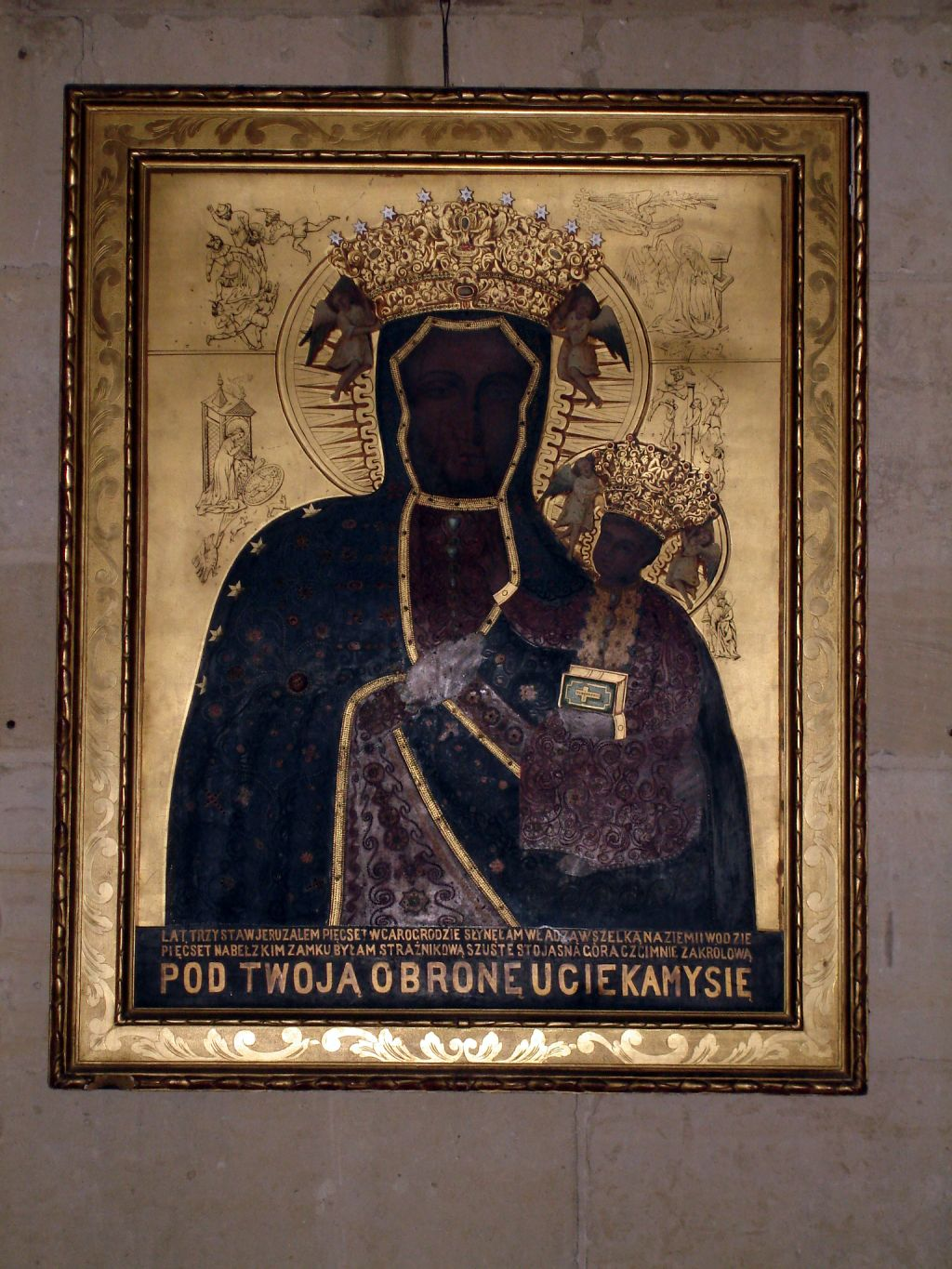
A Częstochowai Fekete Madonna képe a templomban

A Les Champeaux temető (franciául: Cimetière des Champeaux de Montmorency, lengyelül: Cmentarz Les Champeaux w Montmorency) régi temető Montmorencyban, mely a legnagyobb lengyel temető Franciaországban. Gyakran nevezik a lengyel emigráció panteonjának vagy lengyel nekropolisznak is.

## Története
A 18. század végén Lengyelország a felvilágosodásban gyökerező reformokat hajtott végre a társadalmi és állami élet számos területén. A fejlődés a nagy szejm működésében csúcsosodott ki. Ez sem mentette meg azonban attól, hogy a Porosz Királyság, a Habsburg Birodalom és az Orosz Birodalom meg ne fossza szuverenitásától. Lengyelország három felosztásának folyamatában 1795-ben 123 évre elvesztette a függetlenségét.
Kościuszko Tádé (Tadeusz Kościuszko) vezetésével már 1792-ben és 1794-ben is jelentős fegyveres felkelések zajlottak elsősorban a megszálló oroszok ellen. Hasonlóan nagyszabású szabadságharc tört ki 1830-31-ben (novemberi felkelés), majd 1863-64 folyamán (januári felkelés). Az elbukott csaták után számosan menekültek külföldre a megtorlásoktól tartva. A novemberi felkelés után elindult nagy emigráció a modern Európa egyik legnagyobb népvándorlása volt, közel 50 000 ember kelt útra.
Az emigránsok kisebb-nagyobb kolóniákat hoztak létre a világ országaiban és városaiban, s idővel saját temetőket, elkülönült parcellákat nyitottak a halottaiknak. A Les Champeaux temetőben az első lengyel temetésre 1841. május 21-én került sor. Karol Otto Kniaziewicz légionistát, a Kościusko-felkelés résztvevőjét búcsúztatták.
Montmorency templomában volt eltemetve Adam Jerzy Czartoryski herceg, a nagy emigráció konzervatív politikai szárnyának (Hôtel Lambert) vezetője és felesége, akiket 1865-ben újratemettek Sieniawában (Kárpátaljai vajdaság), az ősi családi birtokon.
1843-tól Montmorency lengyel zarándoklat helyszíne, mely évente májusban vagy júniusban kerül megrendezésre a Párizsi Történelmi-Irodalmi Társaság (Towarzystwo Historyczno-Literackie w Paryżu) szervezésében. Az ünnepséget valamennyi emigrációban elhunyt lengyelért tartják. A városon zászlókkal átvonulók hagyományosan eléneklik az Isten, ki Lengyelhont… (Boże, coś Polskę…) kezdetű egyházi éneket, mely a lengyel messianizmus eszméjét hirdeti himnusz formában. A zarándoklatot a második világháború, a német megszállás idején is megtartották. 1982-ben – a lengyelországi hadiállapot bevezetése után – a lengyelekkel való francia szolidaritás kifejeződéseként Jean-Marie Lustiger párizsi érsek is részt vett rajta.
2007-2008 folyamán a Józef Szermentowski művészeti iskola (Kielce) oktatói és diákjai felújítottak 21 sírkövet a temetőben.

## A Les Champeaux temetőben nyugvó lengyelek
A temetőben több száz lengyel és lengyel származású elhunyt nyugszik vagy nyugodott, többek között:
- Józef Babiński – lengyel származású orvos, neurológus
- Bolesław Biegas – szobrász
- Tadeusz Błociszewski – pedagógus, 1848-as felkelő, a Haza és Kenyér Intézet elnöke
- Olga Boznańska – festő
- Karol Brzostowski – földbirtokos, szociális reformer
- Jan Chalecki (valószínűleg) – tábornok, a januári felkelés egyik katonai vezetője
- Stephane du Chateau – Franciaországban élő és alkotó építész
- Aleksander Chodźko – költő
- Wanda Wolska Conus – történész, klasszika-filológus, mecénás
- Marian Czarnecki – ezredes, a Franciaországi Lengyel Harcosok Szövetségének (Stowarzyszenia Polskich Kombatantów we Francji) alapító-elnöke, a Szabad Európa Rádió munkatársa, akinek hamvait 2011-ben a powązki katonai temetőbe szállították át
- Dembinszky Henrik (Henryk Dembiński) – katonai kormányzó a novemberi felkelés idején, az 1848–49-es magyar szabadságharc honvéd altábornagya
- Wiesław Domaniewski – a Nemzeti Ifjúsági Szervezet (Organizacji Młodzieży Narodowej) vezetője
- Franciszek Henryk Duchiński – etnográfus, történész, az emigráció vezető alakja
- Cyprian Godebski – szobrász
- Antoni Gorecki – költő, szatíra- és meseíró, a napóleoni háborúk és a novemberi felkelés katonája
- Józef Jaklicz – légionista, a Lengyel Hadsereg (Wojska Polskiego) helyettes vezérkari főparancsnoka 1939-ben, a Párizsi Történelmi-Irodalmi Társaság vezetője
- Eustachy Januszkiewicz – író, szerkesztő, publicista és könyvkiadó
- Teodor Jełowicki – kijevi tartományi titkár
- Zygmunt Kaczkowski – író, költő, a nemzeti felszabadítás vezető alakja
- Maria Kasterska – író, a francia irodalom doktora
- Karol Otto Kniaziewicz – a Kościusko-felkelés résztvevője, az olaszországi lengyel légió tagja
- Jerzy Stefan Langrod – jogász, a közigazgatási jog, valamint a szervezés- és vezetéstudomány kutatója
- Tadeusz Makowski – festő
- Adam Mickiewicz – költő, itt temették el 1856-ban, miután Isztambulból átszállították a hamvait. 1890-ben a krakkói Wawelban újratemették a Nemzeti Bárdok Kriptájában (Krypta Wieszczów Narodowych na Wawelu)
- Celina Mickiewiczowa – Adam Mickiewicz felesége. A Père-Lachaise temetőben nyugodott, exhumálás után szállították át ide a hamvait. A Mickiewicz családi kripta még ma is áll
- Julian Ursyn Niemcewicz – dramaturg, regényíró, költő, naplóíró
- Cyprian Kamil Norwid – a költőt 1883-as halálakor Párizs közelében, Ivryben temették el. Öt év múlva lejárt a sírhelymegváltás, és ekkor került a Les Champeaux temető lengyel tömegsírjába. 2001-ben a krakkói Wawelban, a Nemzeti Bárdok Kriptájában elhelyezték az urnáját, mely ebből a sírból származó földet tartalmaz
- Władysław Oleszczyński – szobrász
- Helena Paderewska – aktív társadalmi személyiség, Ignacy Paderewski zeneszerző, miniszterelnök felesége
- Alfred Paderewski – Ignacy Paderewski fia
- Roman Palester – zeneszerző, 1947-től élt emigrációban
- Władysław Pańczak – lwówi újságíró a két világháború idején
- Delfina Potocka – Frédéric Chopin és Zygmunt Krasiński barátja
- Klaudyna Potocka – ápolónő a novemberi felkelés idején, a Haza és Kenyér Intézet munkatársa
- Andrzej Prus-Bogusławski – katonatiszt, önkéntes ellenálló (cichociemny), újságíró, író, történeti könyvek szerzője
- Franciszek Jan Pułaski – történész, irodalomtörténész, politikus és diplomata
- Karol Sienkiewicz – költő, történész, a társadalmi-politikai élet vezető alakja, a párizsi Lengyel Könyvtár (Biblioteki Polskiej) társalapítója
- Kazimierz Sosnkowski – a lengyel fegyveres erők főparancsnoka (Naczelny Wódz Polskich Sił Zbrojnych) a II. világháború idején. Hamvait 1992-ben a varsói Szent János Székesegyházban újratemették
- Artur Stępiński – út- és hídépítő mérnök, tanár, az emigráció vezető alakja
- Aleksander Stryjeński – katonatiszt, hadmérnök, térképész
- Władysław Alojzy Strzembosz – könyvtáros, bibliográfus, könyvgyűjtő, publicista, az emigráció vezető alakja
- Józef Szermentowski – tájképfestő
- Aleksander Wat – író, költő
- Kazimierz Roman Woźnicki – irodalmár, publicista, az emigráció vezető alakja, diplomata, könyvtáros
- Józef Wyrwa – a Honi Hadsereg (Armia Krajowa) partizánparancsnoka
- Tadeusz Wyrwa – történész, az emigráció írója
- Władysław Zamoyski – a januári felkelés tábornoka
- Włodzimierz Zieliński – a Lengyel Hadsereg őrnagya, veterán légionista, párizsi konzul
- Władysław Żeleński – jogász, történész és publicista
- Kazimierz Żółtowski (1905–1970).

## Fordítás
- Ez a szócikk részben vagy egészben a  Cmentarz Les Champeaux w Montmorency című lengyel Wikipédia-szócikk ezen változatának fordításán alapul.  Az eredeti cikk szerkesztőit annak laptörténete sorolja fel. Ez a jelzés csupán a megfogalmazás eredetét és a szerzői jogokat jelzi, nem szolgál a cikkben szereplő információk forrásmegjelöléseként.